# Powiat kurowski
Powiat kurowski (łac. Districtus Curoviensis) istniał w latach 1456–1465. Jego stolicą był Kurów. Został zlikwidowany na sejmie w Nowym Korczynie, a jego obszar został włączony do ówczesnego powiatu lubelskiego, Ziemi Lubelskiej, województwa sandomierskiego, z którego w 1474 roku wyodrębniono województwo lubelskie.